# Province de Lecce
La province de Lecce est une province italienne faisant partie de la région des Pouilles et entièrement comprise dans le Salento. Elle compte environ 790 000 habitants et sa capitale est Lecce.

## Communes principales
| Commune            | Population |
| ------------------ | ---------- |
| Lecce              | 94 774     |
| Nardò              | 31 185     |
| Galatina           | 27 484     |
| Copertino          | 24 368     |
| Gallipoli          | 21 069     |
| Casarano           | 20 554     |
| Tricase            | 17 832     |
| Galatone           | 15 937     |
| Maglie             | 15 028     |
| Squinzano          | 14 723     |
| Trepuzzi           | 14 585     |
| Surbo              | 14 494     |
| Veglie             | 14 337     |
| Leverano           | 14 177     |
| Monteroni di Lecce | 13 895     |
| Taviano            | 12 698     |
| Taurisano          | 12 682     |
| Carmiano           | 12 307     |
| Ugento             | 12 076     |
| Cavallino          | 11 995     |
| Matino             | 11 814     |
| Lizzanello         | 11 376     |
| Campi Salentina    | 10 925     |
| Presicce-Acquarica | 10 487     |
| Racale             | 10 806     |

## Histoire
A l'extrémité de la péninsule se trouve le Salento byzantin, territoire le plus oriental de l'Italie, qui fit partie du duché de Calabre. 
Un témoignage historique se trouve à Casaranello où l'église du VIe siècle Santa Maria della Croce, comporte une mosaïque de voûte dans laquelle la croix brille sur un ciel étoilé. Cette croix est un signe de la victoire de l'empereur Constantin, à la suite de laquelle il s'est converti au christianisme.

## Culture

### Site archéologiques
- L'amphithéâtre de Lecce
- Le théâtre romain de Lecce
- Le parc archéologique d'Apigliano
- Le site archéologique de Roca Vecchia

### Architecture militaire
- Le château d'Acaya, fortification bastionnée du royaume de Naples
- Le palais baronial de Lizzanello
- Le château Spinola-Caracciolo à Andrano
- Le château de Lecce
- Le château de Tutino à Tricase
- Le château de Caprarica à Tricase
- Le château de Giuliano
- Le château de Copertino
- Le château de Castro

## Tourisme
- L'aire marine protégée de Porto Cesareo
- Le parc naturel régional Costa Otranto-Santa Maria di Leuca et Bosco di Tricase
- Le parc naturel régional de l'île de Sant'Andrea et de la côte de Punta Pizzo
- La réserve naturelle de San Cataldo
- La réserve naturelle Le Cesine

## Galerie

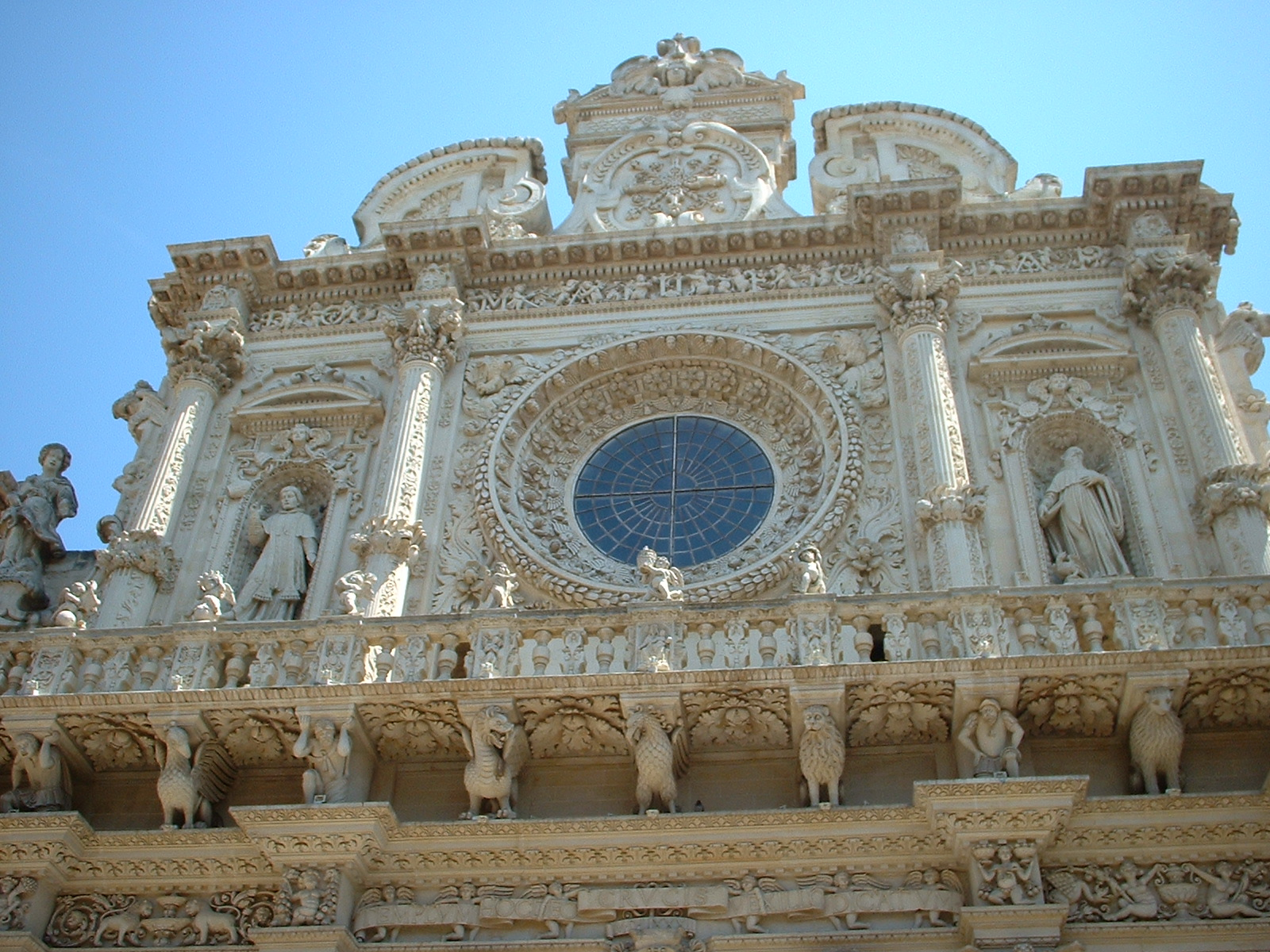
Basilique de Santa Croce, Lecce
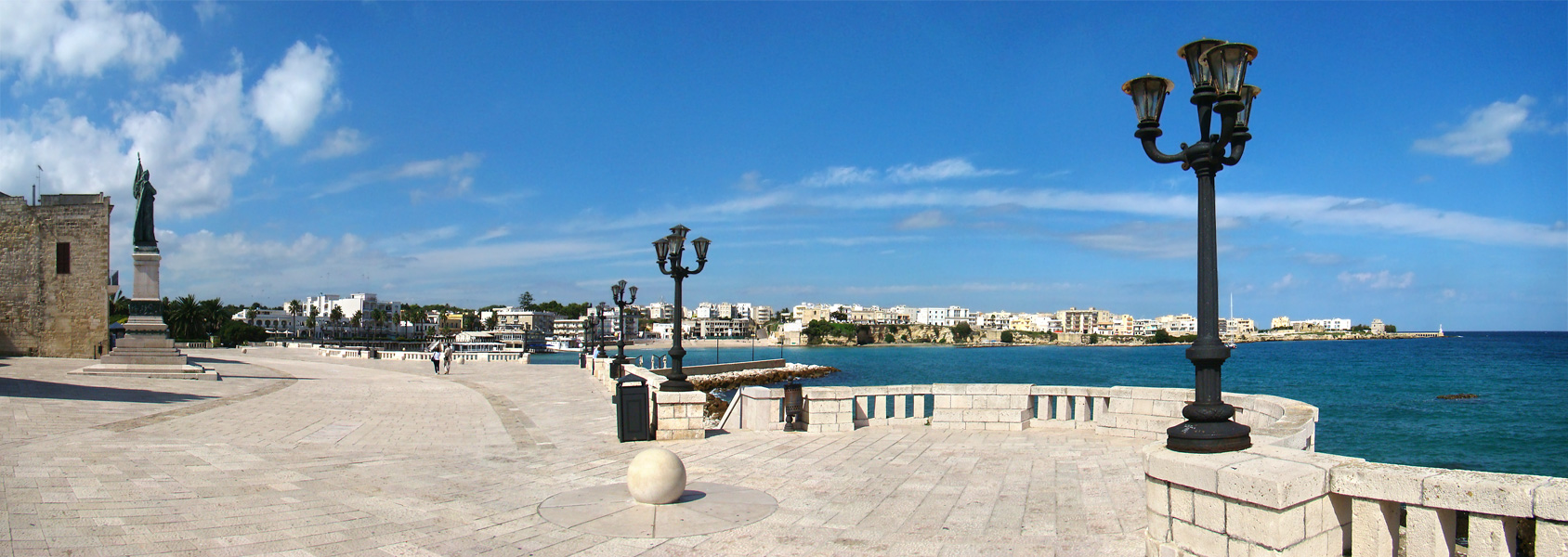
Otranto
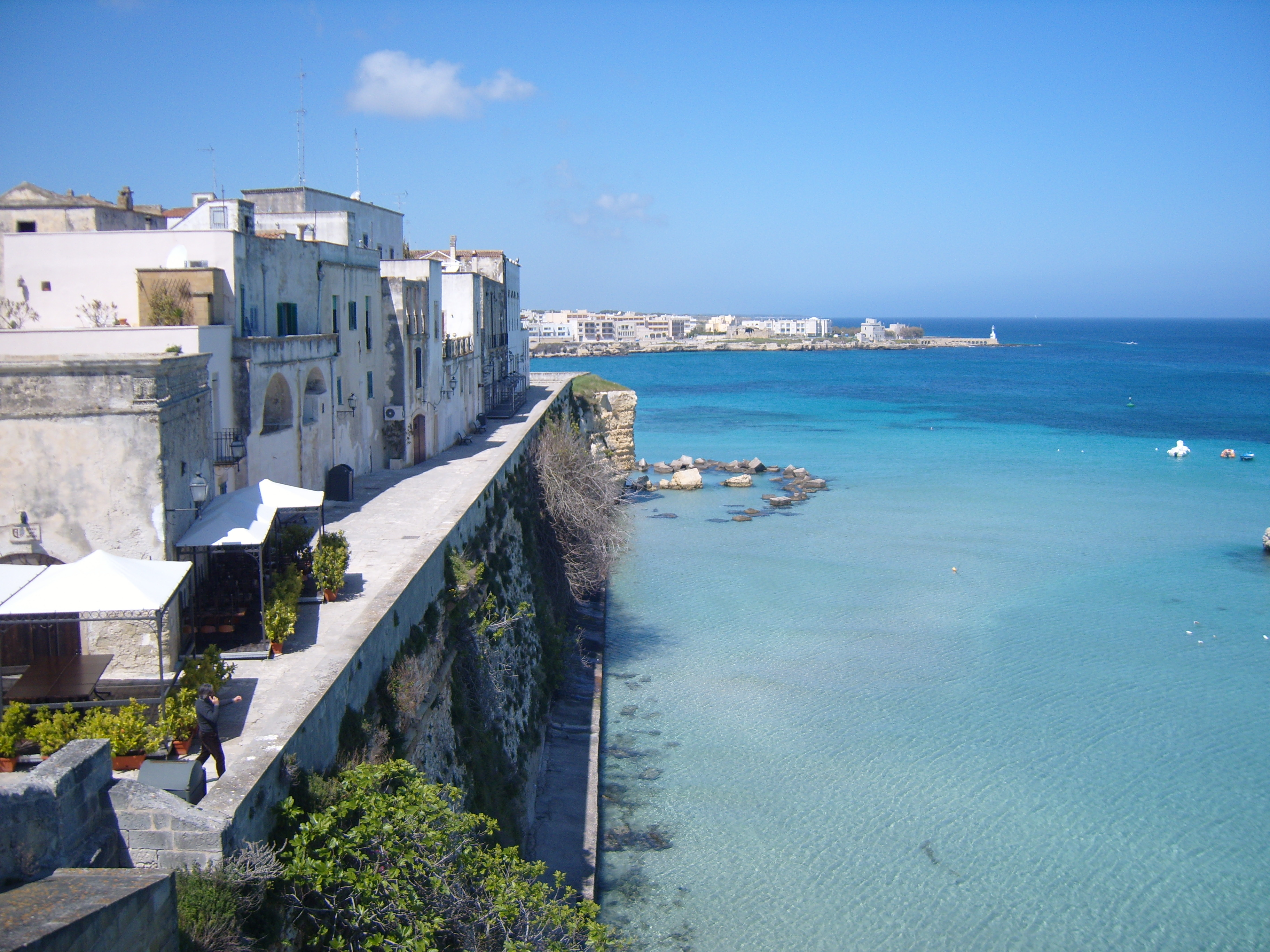
Otranto
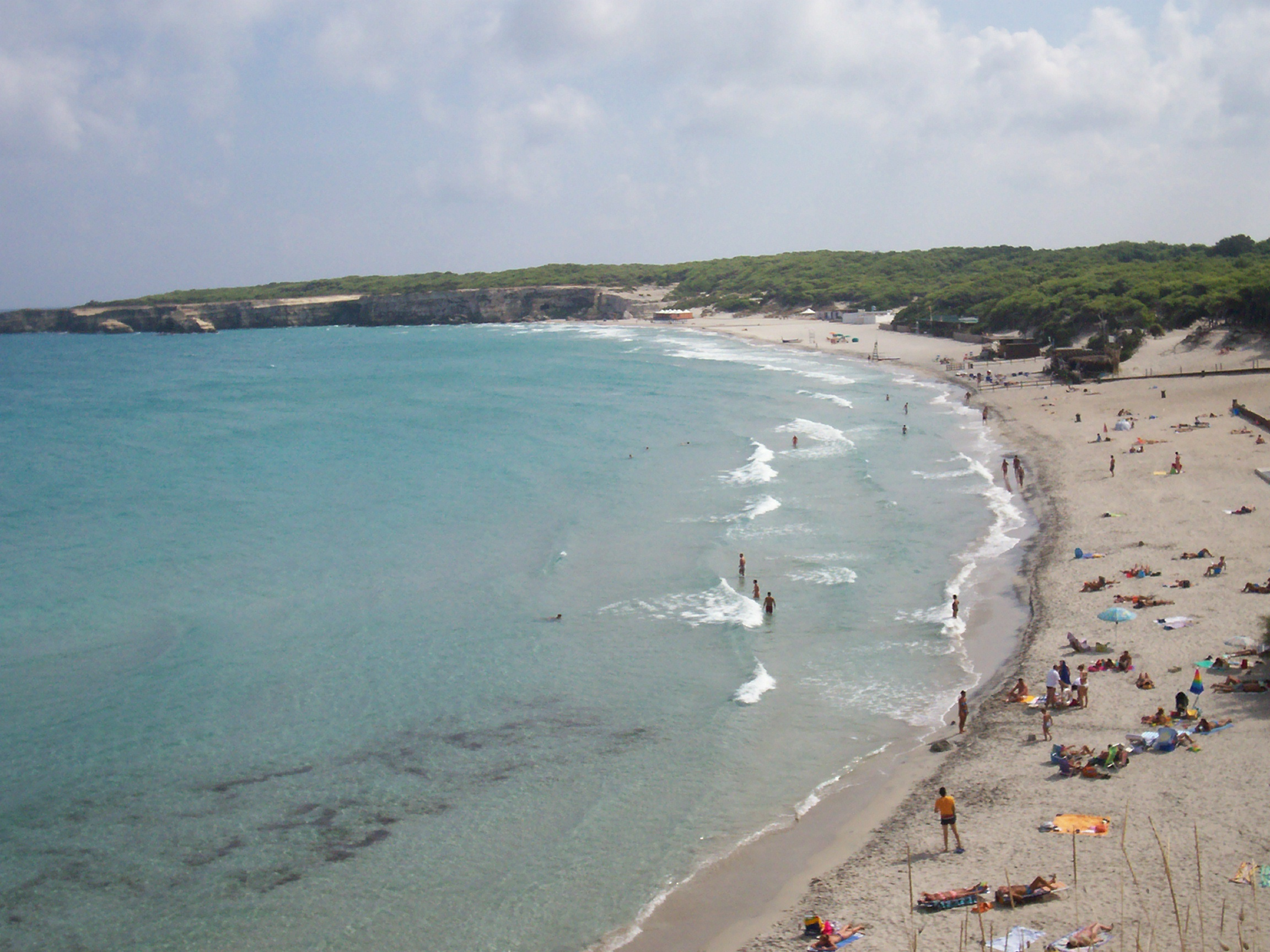
Torre dell'Orso
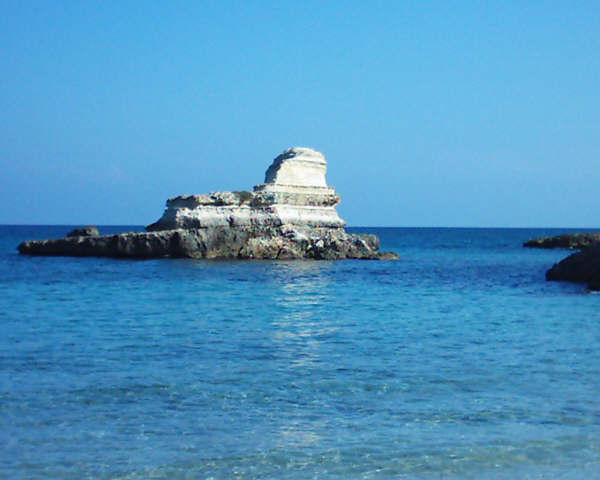
Torre Sant'Andrea
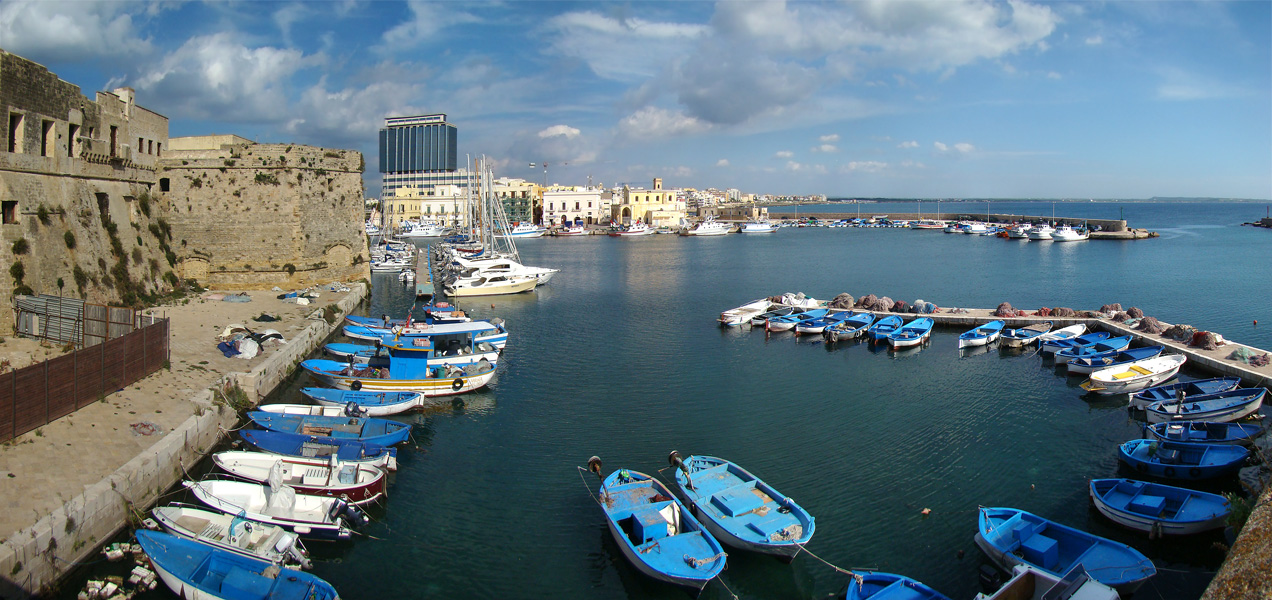
Gallipoli
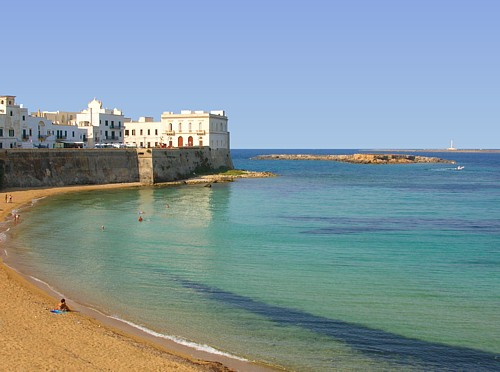
Gallipoli
Nardò
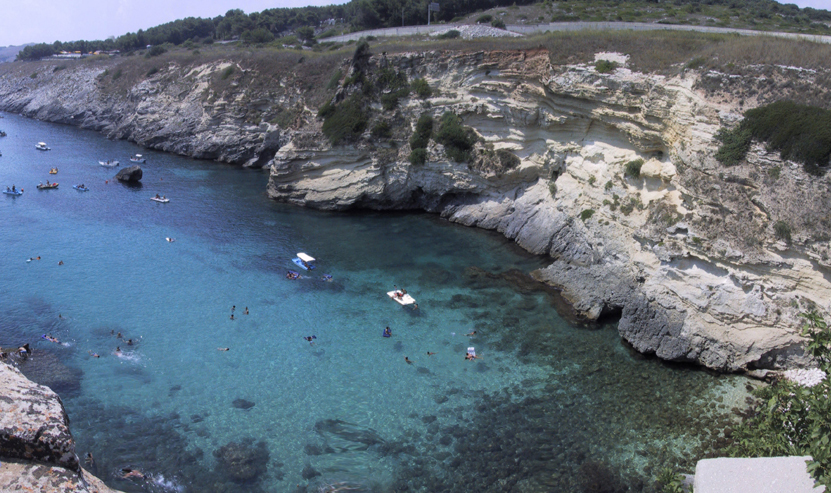
Santa Cesarea Terme
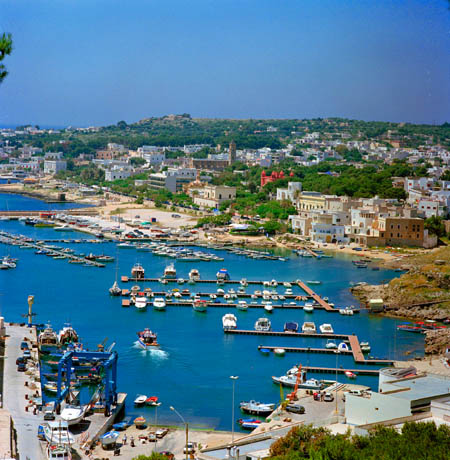
Santa Maria di Leuca
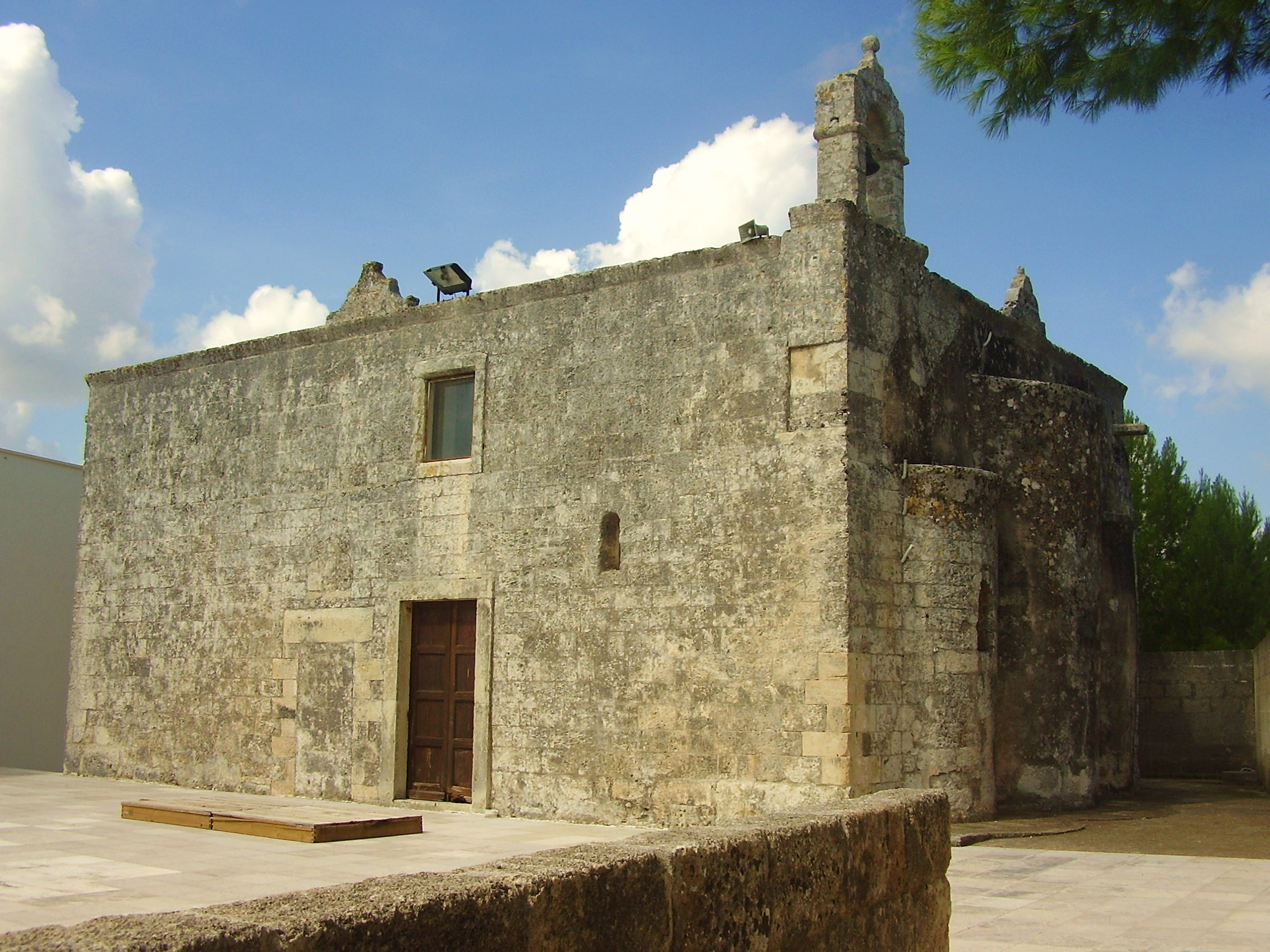
Basilique de San salvatore